# Youri Tielemans
Youri Marion A. Tielemans (Sint-Pieters-Leeuw, 7. svibnja 1997.) belgijski je nogometaš koji igra na poziciji veznog. Trenutačno igra za Aston Villu.

## Klupska karijera

### Anderlecht
Tielemans je svoju nogometnu karijeru započeo u Anderlechtu. Svoj prvi profesionalni ugovor s klubom potpisao je kada je imao 16 godina.
Za Anderlecht je debitirao 28. srpnja 2013. u ligaškoj utakmici protiv Lokerena od kojeg je Anderlecht izgubio 2:3. Debitiravši, Tielemans je postao četvrti najmlađi igrač u klupskoj povijesti.
Dana 2. listopada 2013. na utakmici protiv Olympiakosa od kojeg je Anderlecht izgubio 0:3, Tielemans je postao najmlađi Belgijac koji je nastupao u UEFA Ligi prvaka. Tada je imao 16 godina i 148 dana. Te sezone Tielemans je s Anderlechtom osvojio belgijsku ligu. Te i iduće sezone Tielemans je imenovan najboljim mladim igračem belgijske lige.
Tielemans je postigao 13 pogodaka u 37 ligaških utakmica tijekom sezone 2016./17. Te sezone Tielemans je drugi put u karijeri osvojio belgijsko prvenstvo, imenovan je najboljim igračem lige i najboljim igračem lige koji je afričkog podrijetla. S Anderlechtom je igrao četvrtfinale UEFA Europske lige. U toj sezoni UEFA Europske lige Tielemans je pet puta bio strijelac te je imenovan članom momčadi sezone tog natjecanja.

### Monaco
Dana 24. svibnja 2017. Tielemans se pridružio francuskom prvaku Monacu za iznos od oko 25 milijuna eura. S klubom je potpisao petogodišnji ugovor. Za Monaco je debitirao 29. srpnja u utakmici Trophée des Championsa u kojoj je Monaco izgubio 2:1 od Paris Saint-Germaina. Na toj utakmici Tielemans je asistirao Djibrilu Sidibéi za prvi gol na utakmici. Dana 4. kolovoza Tielemans je ostvario svoj ligaškoj debi zamijenivši Radamela Falcaa u 87. minuti susreta protiv Toulousea koji je poražen 3:2. Svoj prvi klupski pogodak postigao je 13. rujna u svom klupskom debiju u UEFA Ligi prvaka u kojem je Monaco igrao 1:1 s RB Leipzigom. Svoj prvi ligaški pogodak Tielemans je postigao 2. rujna 2018. u utakmici protiv Marseillea od kojeg je Monaco izgubio 3:2.

### Leicester City
Dana 31. siječnja 2019. Tielemans je poslan na posudbu iz Monaca u Leicester City do kraja sezone. Zauzvrat, Leicester City je do kraja sezone posudio Adriena Silvu Monacu. Svoj prvi pogodak za Leicester City postigao je 9. ožujka kada je Leicester City dobio Fulham 3:1.
Dana 8. srpnja 2019. Leicester City otkupio je Tielemansa za oko 32 milijuna eura te je Tielemans potpisao četverogodišnji ugovor s Leicester Cityjem. Tielemans je 15. svibnja 2021. postigao jedini pogodak u finalu FA kupa 2021. u kojem je Leicester City igrao s Chelseajem. Tako je Leicester City prvi put u povijesti osvojio FA kup, a Tielemans je imenovan igračem utakmice.

### Aston Villa
Aston Villa je objavila 10. lipnja 2023. da će Tielemans na kraju sezone postati novi igrač kluba na kraju sezone.

## Reprezentativna karijera
Tielemans je za Belgiju debitirao 9. studenog 2016. u prijateljskoj utakmici protiv Nizozemske s kojom je Belgija igrala 1:1.
Tielemans je bio član belgijske momčadi na Svjetskom prvenstvu 2018. Na tom natjecanju nastupao je četiri puta, uključujući i utakmicu za brončanu medalju u kojoj je Belgija pobijedila Englesku 2:0.
Bio je član belgijske momčadi na Europskom prvenstvu 2020. i Svjetskom prvenstvu 2022.

## Priznanja

### Individualna
- Najbolji mladi igrač belgijske prve lige: 2013./14., 2014./15.[6]
- Belgijski talent godine: 2014.[28]
- Najbolji mladi igrač belgijske prve lige: 2014., 2015.[29][30]
- Goal.com NxGn: 2016.[31]
- Igrač godine belgijske prve lige: 2016./17.[9]
- Član momčadi sezone UEFA Europske lige: 2016./17.[10]
- Najbolji igrač belgijske prve lige koji je afričkog podrijetla: 2017.[8]
- Drugi najbolji igrač belgijske prve lige: 2017.[32]
- Igrač sezone Leicester Cityja: 2020./21.[33]
- Igrač sezone Leicester Cityja prema izboru igrača Leicester Cityja: 2020./21.[33]

### Klupska
Anderlecht
- Belgijska prva liga: 2013./14., 2016./17.[34]
- Belgijski nogometni superkup: 2013., 2014.[35]

Leicester City
- FA kup: 2020./21.[36]
- FA Community Shield: 2021.[37]

### Reprezentativna
Belgija
- FIFA Svjetsko prvenstvo (3. mjesto): 2018.[38]

## Vanjske poveznice
- Reprezentativna statistika
- Youri Tielemans u UEFA-inim natjecanjima (arhivirane) (engl.)
- Youri Tielemans, National-Football-Teams.com ‎ (engl.)
- Profil, Soccerway
- Profil, Soccerbase  (engl.)